# 東洋の魔女デラックス
東洋の魔女デラックス（とうようのまじょでらっくす）は、プロレスリングFREEDOMSのユニットである。
- 2014年3月にリーダーをカラテバラモンとするユニットとして結成し翌月より始動した。

- 正式名称は「新興宗教法人 空くの十時か？」

- ユニット名称に関して、もともとはタッグリーグに出場するカラテバラモンと吹本賢児のタッグチーム東洋の魔女だった。なぜ東洋の魔女なのか？なぜでデラックスがついたのか？カラテ本人も明かしていないため不明。

## 略歴
- 2014年1月8日、新木場1stRINGで行われたKFCタッグ王座争奪リーグ戦の試合の一つHIROKI&正岡大介のスケコマッシーズと吹本&カラテの東洋の魔女が初試合。試合は正岡に吹本がパッケージパイルドライバーを決めカラテが添い寝式体固めで勝利する。

- 1月19日、横浜ラジアントホール大会で神威&SUSUMUの進撃の神威と対戦。試合は両軍リングアウトで終わる。

- 1月30日、新木場大会で行われた葛西純&竹田誠志のリアルモーストデンジャラスコンビと対戦。試合は再び両軍リングアウトで終わる。

- 2月13日、新木場大会で行われた佐々木貴&高岩竜一の龍殿砲と対戦。試合はカラテが佐々木のシャープシューターで敗れる。

- 3月9日、名古屋・露橋スポーツセンター大会で葛西純を加えた6人タッグで高井憲吾&影山道雄&小仲＝ペールワンと対戦。試合は葛西のパールハーバースプラッシュで影山から勝利。

- この試合後『今日のFREEDOMS名古屋大会が終わり、正式にワタクシと吹本くんのティーム「東洋の魔女」のタッグリーグ決勝進出がなくなってしまった ちゃんと戦績表の点数を数えたから間違いないぞ元はと言えばバレーボールを通じプロレス界に我々の新興宗教「空くの十時か？」の教えを普及する為の巡礼の場としてこのFREEDOMSマットを選んでおるからこの際どのティームが準優勝しようが割れ関せずじゃ我が教団最高幹部、アーチェリー吹本シバシンも同じ考えで焼き肉を食べておる。そしてワタクシは神である以上もう１人の神、ムーの太陽のメシア、ザ・グレート・サスケと雌雄を決しなければならない これは避けては通れない宗教戦争なのだよ。そこで、3月13日後楽園大会では同じく決勝進出がなくなったバラモン兄弟＋メシア、ザ・グレート・サスケのムーの太陽との3対3の対戦を要求する！東洋の魔女はワタクシと吹本くんの２人しかいない？ フフフ… この冬休み中にワタクシの通信教育空手の弟子を「空くの十時か？」に入信させ、バレーボール仕込みの空手技をすべてマスターさせる洗脳に成功したのじゃ入信して三ヶ月、初めての勃起で夢精した少年のように彼は物凄いスピードで膨張している。この男をピンチブロッカーとして後楽園に呼ぶことにした 彼を含めた東洋の魔女デラックスでムーの太陽と闘い、ワタクシが真の神であることを烏合の衆に証明してしんぜよう。ムーの太陽か？「空くの十時か？」の東洋の魔女デラックスか？3・13リングを生きて降りるのは、真の神ただ一人じゃ。後楽園ホールで神の洗礼を受けるがよい、イッイッイク、シャバーッシュ！！』と言いムーの太陽との宗教戦争を行うことを宣言。

- また進撃の神威の記者会見場で東洋の魔女が登場。吹本はオリンピックからカラテとともに帰国しバレーボールで個人・銅メダルを獲得した。この日シャバッシュとして「目隠しをして顔で物を見分ける男」なるものを行いデスソース・風船・電子アイロン・ゴキブリらしき謎の虫・吹本とのディープキスとすべてを当てた。

- 3月10日の記者会見でブロックの名手石川修司を信者として入信させたことを発表。さらにはシャバッシュとして「奇跡の力でブロックをかち割る男」なるものを行うがブロックは割れずなぜか吹本とディープキスを行ったあとカラテの股間に乾電池のような形の長いものが突起した後なぜかカラテは奇跡が起こったということで吹本は信者の赤玉パンチと言う名前からバイアグラに昇進した。

- 3月13日宗教戦争としてムーの太陽vs東洋の魔女デラックスを開戦。ムーの太陽は宗教団体ではないと訴える。試合前にはムーの太陽はミラクルキャンディー・イニシエーションを行うがカラテはプリキュアブランドのバナナを配った。

- 試合はこの日のみリングネームを変えたバイアグラ吹本がメシア降臨に敗れる。この日墨汁攻撃を信者石川は身を挺して守るもほとんど神様にかかってしまう。大根攻撃も誤爆に終わりバレーボール攻撃もバレーボールをとられてしまう。最後にメシアから「あなたはニセモノです。神でもなんでもない。言ってみれば、ゴーストライターです。私はあなたを訴えます。」とカラテは痛いところを突かれる。

- 5月2日カラテ&吹本with信者石川でKFCタッグ王座選手権試合でチーム省エネのグレート小鹿&ジ・ウィンガー組に挑戦し敗北。バレーボール攻撃も不発に終わる。

- 現在はカラテが内臓を悪くして欠場中のため活動はしていない。

## メンバー
- 神様・カラテバラモン - 設立メンバーでリーダー
- 信者・吹本賢児 - 設立メンバー
- 信者・石川修司 - 2014年3月13日入信

## 使用凶器
- バレーボール
- 大根
- ネギ

## 特徴
- もともとは吹本と全世界に焼肉を普及するための宗教だった。
- 吹本は過去二回シャバッシュのためにカラテと熱い口づけをしている。
- 全員カラテバラモンと同じ胴着を着ているが黒帯はカラテのみである。
- 吹本の胴着には怒武鼠と書かれている。
- 吹本のみバイアグラ・吹本の尊・吹本氏・アーチェリー吹本シバシンなどといろいろ名前が変わる。東洋の魔女デラックスの初戦ではバイアグラ吹本と表記されていた。
- 入場時はワンダーブギを全員で踊る。

## 入場曲
- 石野真子：ワンダーブギ